# Genista scorpius
La árgoma, aliaga, ilaga (León) o aulaga (Genista scorpius) es una especie de planta arbustiva perteneciente a la familia de las fabáceas.

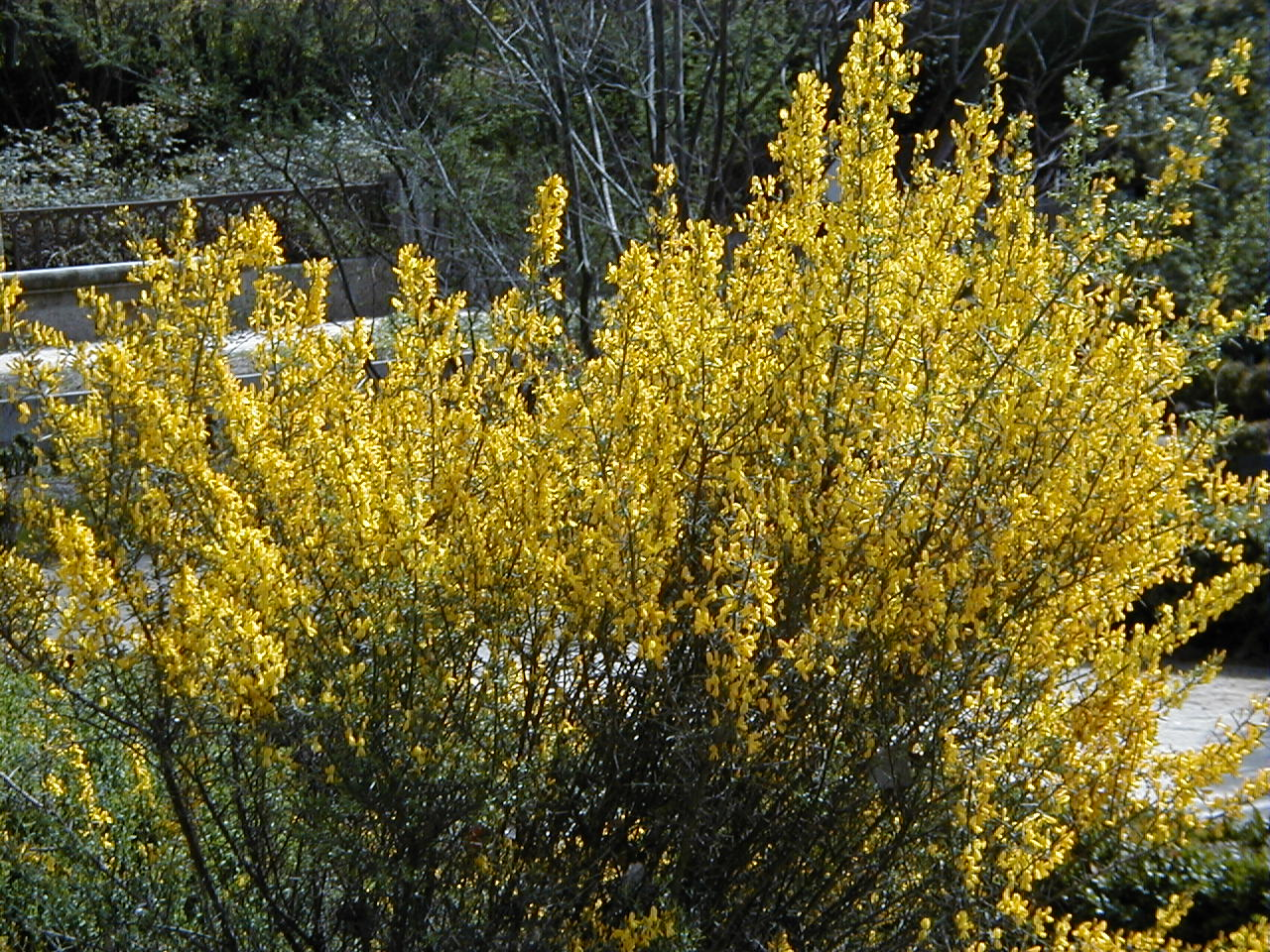
Vista de la planta

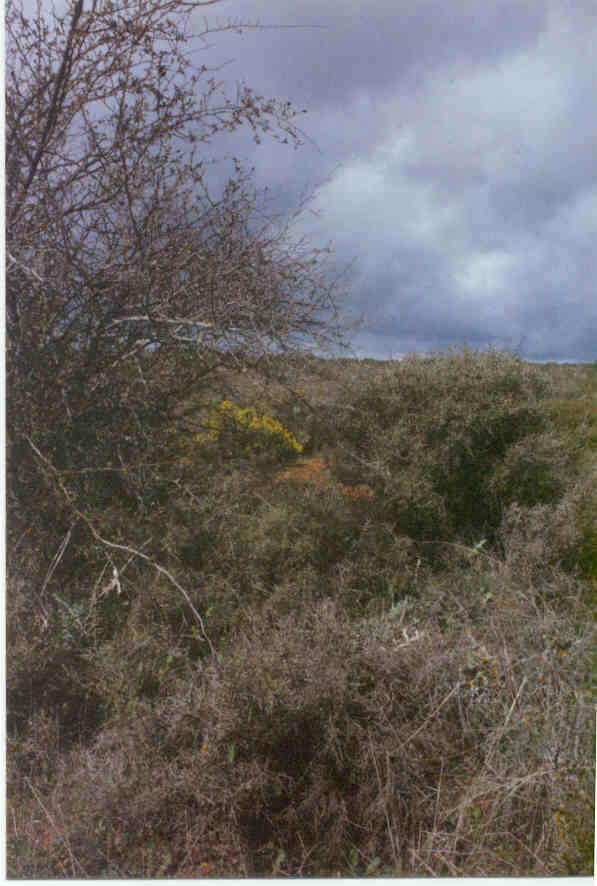
Hábitat

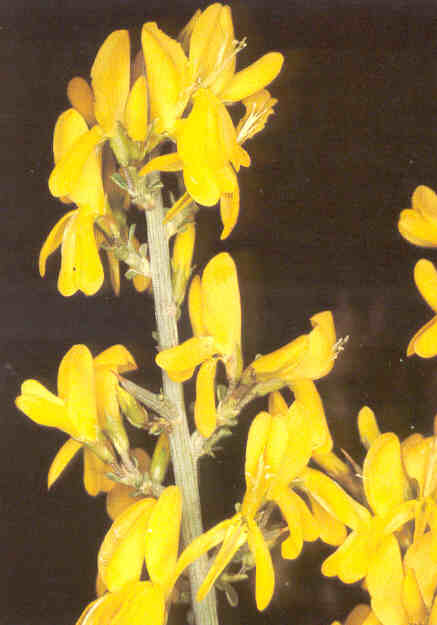
Detalle de las flores

## Descripción
Es un arbusto derecho, espinoso, de hasta 2 m de altura, muy ramificado y provisto de fuertes espinas laterales, axiales, en disposición alterna, muy punzantes. Ramas adultas lampiñas, las jóvenes más o menos pelosas y cenicientas. Hojas escasas, simples, alternas, lampiñas por el haz y sedosas por el envés. Flores geminadas o en hacecillos de 3 o más, raramente solitarias, en el extremo de brotes laterales o sobre las espinas; se producen en gran número. Cáliz bilabiado, peloso o lampiño, con labios más cortos que el tubo, corola amariposada, de color amarillo. 
Florece de enero a julio según la localidad y el año; el fruto es una legumbre alargada, lampiña, muy comprimida de 15 a 40 mm, con 2 a 7 semillas que se marcan al exterior.

## Distribución y hábitat
Es endémica de la región mediterránea occidental: sureste de Francia, mitad este de España y algunas localidades en el norte de África. Crece sobre suelo calcáreo o margoso; es escasa sobre rocas silíceas, como rodenos y pizarras carbonatadas. En la península ibérica es especialmente abundante en Cataluña, Aragón, Navarra, Comunidad Valenciana, Castilla y León, La Mancha y en Baleares. Falta en toda la zona de influencia atlántica húmeda y en el sureste árido.
Habita en los pisos inferior y montano, en laderas secas y soleadas con poca o ninguna cubierta arbórea, como garrigas y claros de encinares, formando matorrales que pueden ser casi mono-específicos en las zonas más degradadas. Coloniza también los campos abandonados. Arde muy fácilmente y con gran poder calorífico contribuyendo a la extensión de incendios.
Es una especie indicadora de clima continental,  su presencia se hace más rara a medida que aumenta la cercanía al litoral.

## Usos
Tradicionalmente se ha utilizado como combustible para calentar los hornos tradicionales y cocer el pan antes de la utilización de los hornos eléctricos o a gas. Las flores, junto con las de la "gualda" ("Reseda luteola"), eran usadas para colorear de amarillo los paños de lana.
También se utilizaba en construcción.

## Taxonomía
Genista scorpius  fue descrita por (L.) DC. y publicado en Flore Française. Troisième Édition 4: 493. 1805.
Citología
Números cromosomáticos de Genista scorpius (Fam. Leguminosae) y táxones infraespecíficos: n=20; 2n=40
Etimología
scorpius: epíteto de la aliaga que deriva del sustantivo latino scorpius: escorpión, probablemente recordando los dolorosos pinchazos que producen sus espinas.[cita requerida]
Subespecies
- Genista scorpius subsp. myriantha (BALL) Emb. & Maire

Sinonimia
- Spartocytisus purgans, (L.) Webb & Berthel. 1846.
- Spartium purgans, (L.) Salisb. 1796.
- Genista scorpius var. macracantha, Rouy & Foucaud in Rouy 1897.
- Genista scorpius var. campylocarpa, Willk. 1851.
- Genista scorpius var. acutangula, Vayr. 1900.
- Genista salesii, Sennen 1927.
- Genista purgans, L. 1759.
- Drymospartum purgans, (L.) C.Presl 1845.
- Cytisus purgans, (L.) Boiss. 1839.
- Corothamnus purgans, (L.) Ponert 1973.
- Spartium scorpius, L. 1753.
- Genista spiniflora, Lam. 1779.
- Corniola scorpius, (L.) C.Presl. 1845
- Argelasia scorpius, (L.) Fourr.[4]

## Nombres comunes
- Castellano: abriojos, abrojos, abulaga (3), abulaga negra, abularga (2), albolaga, albolarga, albulaga (2), aldiaga, alhulaga, aliaca, aliaga (24), aliaga blanca, aliaga de diente de perro, aliaga negral, aliagas, allaca (2), allaga (2), alliaga (3), arbolaga, arbolaguera, arbolarga, arbulaga (4), archelaga, archelagra, arcilaga, ardilaga, argelaga, argilaga, argilaga negra, argoma (3), argomizo, argumizo de lastra, artilaga, aulaga (23), aulaga común, aulaga negra (2), aulaga santa (2), aulagas, bachoca, calabón, calabón serrano, cambrón, cardina, chelagra, chinela, enchelagra, escaldamures, eschelaga, escobón, espino, eulalia, ginesta, hallada, ilaga (4), jaulaga, laga, llaga, oblaga, olaga (3), olagacino, olagas, olaguino, olaguín, ollaga (3), otaca (3), piorna, piorno (3), piorno gallego, piorno serrano, pioximero, retamón, romero santo (2), tabella, taliaga parda, toho, toiso, tojo (4), tojos, toliaga, toso, touso, toyo,  tozo, ulaga (7), ulagas, ulaguino, ulaguín, uliaga, ullaga, zulaga, árgoma (2), árguma.(Los números entre paréntesis indican el número de especies que llevan el mismo nombre en España)[5]